# Факсимиле
Факсимиле (на латински: facere, правя и simile, като) е точно копие, възпроизведен оригинал на ръкопис, подпис или документ чрез фотография, клише и други методи.
Факсимилето се различава от другите форми на репродукция по това, че се стреми да възпроизведе източника възможно най-точно по отношение на мащаб, цвят, материал и други характеристики. За книги и ръкописи това също включва пълно копие на всички страници, следователно непълно копие е „частично факсимиле“.
Факсимилетата са най-подходящи за ръкописни документи, но не за предмети като триизмерни обекти или маслени картини с уникална повърхностна текстура. Репродукциите на тези последни обекти често се наричат реплики.